# Pulfero

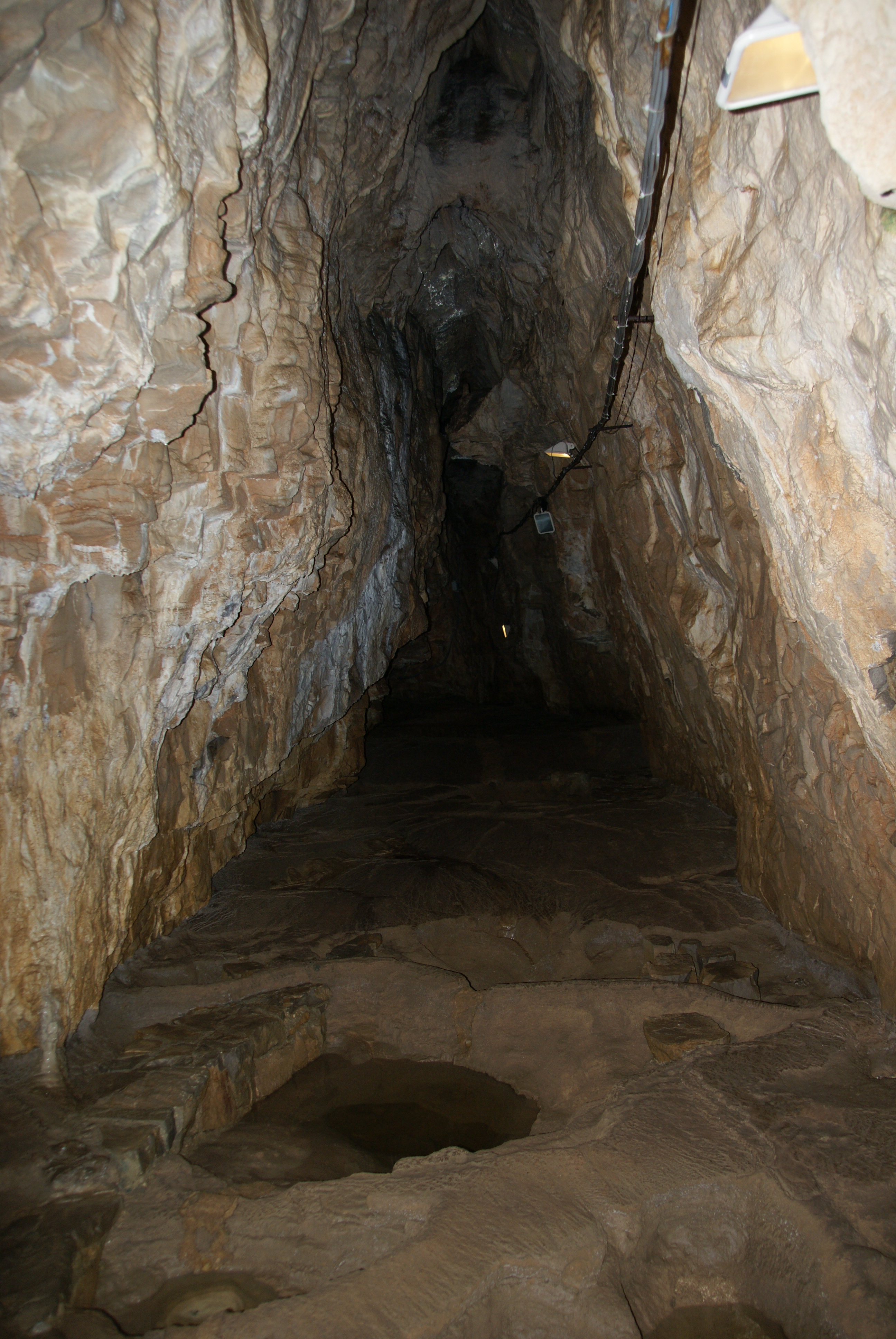
Die Johannesgrotte im Ortsteil Antro

Pulfero (slowenisch: Podbuniesac) ist eine nordostitalienische Gemeinde (comune) mit 831 Einwohnern (Stand 31. Dezember 2023) in der Region Friaul-Julisch Venetien. Die Gemeinde liegt etwa 22 Kilometer nordöstlich von Udine am Natisone unmittelbar an der Grenze zu Slowenien und gehört zur Comunità Montana del Torre, Natisone e Collio.

## Verkehr
Durch die Gemeinde führt die Strada Statale 54 del Friuli von Udine zur slowenischen Grenze bei Stupizza/Robič.